# Неједнакост
У математици, неједнакост је исказ о релативној величини или реду два предмета, или о томе да ли они исти или нису (Такође погледајте: једнакост)
- Ознака  <  значи да је a мање од b.
- Ознака  >  значи да је a веће од b.
- Ознака a ≠ b значи да је a није једнако са b, али не говори да је једно веће од другог, или чак да се могу поредити по величини.[2]

У свим овим случајевима, a није једнако са b, па постоји „неједнакост“.
Ове релације су познате као строге неједнакости
- Ознака a ≤ b значи да је a мање или једнако са  (или, еквивалентно, не веће од b);
- Ознака a ≥ b значи да је a веће или једнако са  (или, еквивалентно, не мање од b);

Ако је смисао неједнакости исти за све вредности променљивих за које су чланови неједнакости дефинисани, тада се неједнакост назива „апсолутном“ или „безусловном“ неједнакошћу. Ако смисао неједнакости важи само са одређене вредности променљивих, али је супротна или се поништава за друге вредности тих променљивих, тада се то назива „условна неједнакост“.
У инжењерским наукама, мање формална употреба нотације је да се каже да је једна величина „много већа“ од друге, обично за неколико редова величине.
- Ознака a ≪ b значи да је a много мање од b.[4]
- Ознака a ≫ b значи да је a много веће од b.[5]

Ово имплицира да се мања вредност може занемарити са малим утицајем на тачност апроксимације (као што је случај ултрарелативистичке границе у физици).
У свим горе наведеним случајевима, било која два симбола која се огледају један у другом су симетрична; a < b и b > a су еквивалентна, итд.

## Особине
Неједнакостима се манипулише следећи особине. Ваља имати у виду да је за особине транзитивности, преокрета, сабирања, одузимања, множења и дељења, особина, такође, важи и када се знаци строге неједнакости (< и >) замене њиховим одговарајућим нестрогим знаковима неједнакости (≤ и ≥).

### Трихотомија
Особина трихотомије каже да је:
- За све реалне бројеве, a и b, тачно једно, од следећег, је тачно:

### Транзитивност
Транзитивност неједнакости каже да је:
- За све реалне бројеве, , , :

- - Ако је  >  и  > ; тада је  > 
  - Ако је  <  и  < ; тада је  <

### Сабирање и одузимање
Особине везане за сабирање и одузимање кажу да је:
- За све реалне бројеве, , , :
  - Ако је  < , тада је  +  < b + c i a − c < b − c
  - Ако је  > , тада је  +  > b + c и a − c >  −

то јест, реални бројеви су уређена група.

### Множење и дељење
Особине везане за множење и дељење кажу да је:
- За све реалне бројеве, a, b и c различит од нуле:

- - Ако је c позитиван и  < , тада је  <  и  < 
  - Ако је c негативан и  < , тада је  >  и  >

Општије, ово важи за уређено поље.

### Адитивни инверз
Особине за адитивни инверз кажу да је:
- За све реалне бројеве  и

- - Ако је  < , тада је − > −
  - Ако је  > , тада је − < −

### Мултипликативни инверз
Особине за мултипликативни инверз кажу да је:
- За све реалне бројеве a и b, који су или оба позитивни или оба негативни
  - Ако је  < , тада је 1/ > 1/
  - Ако је  > , тада је 1/ < 1/

- ако су или a или b негативни (али не оба), и b је различито од нуле, онда:
  - Ако је  < , тада је 1/ < 1/
  - Ако је  > , тада је 1/ > 1/

## Неједнакости између средњих вредности
Постоји много неједнакости између средњих вредности. На пример, за било које позитивне бројеве 1, 2, …, a, важи да је x ≤ G ≤ a ≤ Q, где је
| {\displaystyle H={\frac {n}{1/a_{1}+1/a_{2}+\cdots +1/a_{n}}}}               | (хармонијска средина),  |
| {\displaystyle G={\sqrt[{n}]{a_{1}\cdot a_{2}\cdots a_{n}}}}                 | (геометријска средина), |
| {\displaystyle A={\frac {a_{1}+a_{2}+\cdots +a_{n}}{n}}}                     | (аритметичка средина),  |
| {\displaystyle Q={\sqrt {\frac {a_{1}^{2}+a_{2}^{2}+\cdots +a_{n}^{2}}{n}}}} | (квадратна средина).    |

### Неједнакости између геометријске и хармонијске средине
Нека је  било која -торка позитивних реалних бројева. Тада је
{\displaystyle G_{n}(a)\geq H_{n}(a)}
Доказ
{\displaystyle {\sqrt[{n}]{a_{1}a_{2}...a_{n}}}\geq {\frac {n}{{\frac {1}{a_{1}}}+{\frac {1}{a_{2}}}+...+{\frac {1}{a_{n}}}}}}
Применом аритметичко геометријске неједнакости на бројеве {\displaystyle {\frac {1}{a_{1}}}}, {\displaystyle {\frac {1}{a_{2}}}}...{\displaystyle {\frac {1}{a_{n}}}} добија се
{\displaystyle {\sqrt[{n}]{{\frac {1}{a_{1}}}{\frac {1}{a_{2}}}...{\frac {1}{a_{n}}}}}\leq {\frac {{\frac {1}{a_{1}}}+{\frac {1}{a_{2}}}+...+{\frac {1}{a_{n}}}}{n}}}
{\displaystyle {\sqrt[{n}]{(a_{1}a_{2}...a_{n})^{-1}}}\leq {\frac {{\frac {1}{a_{1}}}+{\frac {1}{a_{2}}}+...+{\frac {1}{a_{n}}}}{n}}}
{\displaystyle {\sqrt[{n}]{(a_{1}a_{2}...a_{n})^{-1}}}\leq ({\frac {n}{{\frac {1}{a_{1}}}+{\frac {1}{a_{2}}}+...+{\frac {1}{a_{n}}}}})^{-1}}
{\displaystyle (a_{1}a_{2}...a_{n})^{1/n}\geq {\frac {n}{{\frac {1}{a_{1}}}+{\frac {1}{a_{2}}}+...+{\frac {1}{a_{n}}}}}}
Једнакост вреди ако и само ако је {\displaystyle {\frac {1}{a_{1}}}=...={\frac {1}{a_{n}}}}

### Неједнакост између аритметичке и квадратне средине
Нека је  било која -торка позитивних реалних бројева. Тада је
{\displaystyle A_{n}(a)\leq K_{n}(a)}
Доказ
{\displaystyle (a_{1}+a_{2}+...+a_{n})^{2}=a_{1}^{2}+a_{2}^{2}+..+a_{n}^{2}+2a-1a-2+2a_{2}a_{3}+...+a_{n-1}a_{n}}
зна се да је
{\displaystyle a_{1}^{2}+a_{2}^{2}\geq 2a_{1}a_{2}} за {\displaystyle \forall a_{1},a_{2}\in R}
{\displaystyle (a_{1}+a_{2}+...+a_{n})^{2}\leq (a_{1}^{2}+a_{2}^{2}+..+a_{n}^{2})+(a_{1}^{2}+a_{2}^{2})+..+(a_{n-1}^{2}+a_{n}^{2})\leq n(a_{1}^{2}+a_{2}^{2}+..+a_{n}^{2})}
Изрази на обе стране су позитивни, добијена неједнакост се може кореновати чиме се долази до
{\displaystyle a_{1}+a_{2}+...+a_{n}\leq {\sqrt {n(a_{1}^{2}+a_{2}^{2}+..+a_{n}^{2})}}}
{\displaystyle {\frac {a_{1}+a_{2}+...+a_{n}}{n}}\leq {\sqrt {\frac {a_{1}^{2}+a_{2}^{2}+..+a_{n}^{2})}{n}}}}
Једнакост вреди ако и само ако је {\displaystyle a_{1}=a_{2}=...=a_{n}}

## Неједнакости степена
Понекад са ознаком „степена неједнакост“ подразумевају једнакости које садрже израз типа a, где су a и b реални позитивни бројеви или изрази неких променљивих.

### Примери
- Ако је  > 0, тада је

{\displaystyle x^{x}\geq \left({\frac {1}{e}}\right)^{1/e}.\,}
- Ако је  > 0, тада је

{\displaystyle x^{x^{x}}\geq x.\,}
- Ако је , y,  > 0, тада је

{\displaystyle (x+y)^{z}+(x+z)^{y}+(y+z)^{x}>2.\,}
- За било која два различита број a и b,

{\displaystyle {\frac {e^{b}-e^{a}}{b-a}}>e^{(a+b)/2}.}
- Ако је x, y > 0 и 0 < p < 1, tada je

{\displaystyle (x+y)^{p}<x^{p}+y^{p}.\,}
- Ако је , y,  > 0, тада је

{\displaystyle x^{x}y^{y}z^{z}\geq (xyz)^{(x+y+z)/3}.\,}
- Ако је , >0, тада је

{\displaystyle a^{b}+b^{a}>1.\,}
Овај резултат уопштио је Р. Озолс 2002. године, када је доказано да ако је 1, ..., n > 0, тада је
{\displaystyle a_{1}^{a_{2}}+a_{2}^{a_{3}}+\cdots +a_{n}^{a_{1}}>1}
(резултат је објављен у летонском научном часопису звездано небо; погледајте референце).

## Комплексни бројеви и неједнакости
Скуп комплексних бројева {\displaystyle \mathbb {C} } са својим операцијама сабирања и множења је поље, али није могуће дефинисати ниједну релацију ≤ тако да {\displaystyle (\mathbb {C} ,+,\times ,\leq )} постане уређено поље. Да би {\displaystyle (\mathbb {C} ,+,\times ,\leq )} постало уређено поље, оно мора да задовољи следећа два услова:
- ако је a ≤  тада је  +  ≤  +
- ако је 0 ≤ a и 0 ≤ b тада је 0 ≤ a b

Пошто је ≤ тотално уређење, за свако a, или је 0 ≤ a или је a ≤ 0 (у том случају прва особина имплицира да је 0 ≤ {\displaystyle -a}). У оба случаја је 0 ≤ 2; ово значи да је {\displaystyle i^{2}>0} и {\displaystyle 1^{2}>0}; па је {\displaystyle -1>0} и {\displaystyle 1>0}, што значи да је {\displaystyle (-1+1)>0}, што је контрадикција.
Међутим, оператор ≤ се може дефинисати тако да задовољава први услов („ако је a ≤  тада је  + c ≤ b + c“). Понекад се користи лексикографски поредак:
- a ≤ b ако је {\displaystyle Re(a)} < {\displaystyle Re(b)} или ({\displaystyle Re(a)=Re(b)} и {\displaystyle Im(a)} ≤ {\displaystyle Im(b)})

Може се лако доказати да за ову дефиницију a ≤ b имплицира a + c ≤ b + c.

## Векторске неједнакости
Релације неједнакости сличне оним дефинисаним горе се могу такође дефинисати за вектор колону. Ако се узму вектори {\displaystyle x,y\in \mathbb {R} ^{n}} (што значи да је {\displaystyle x=\left(x_{1},x_{2},\ldots ,x_{n}\right)^{T}} и {\displaystyle y=\left(y_{1},y_{2},\ldots ,y_{n}\right)^{T}} где су {\displaystyle x_{i}} и {\displaystyle y_{i}} реални бројеви за {\displaystyle i=1,\ldots ,n}), могу се дефинисати следеће релације:
- {\displaystyle x=y\ } ако је {\displaystyle x_{i}=y_{i}\ } за {\displaystyle i=1,\ldots ,n}
- {\displaystyle x<y\ } ако је {\displaystyle x_{i}<y_{i}\ } за {\displaystyle i=1,\ldots ,n}
- {\displaystyle x\leq y} ако је {\displaystyle x_{i}\leq y_{i}} за {\displaystyle i=1,\ldots ,n} and {\displaystyle x\neq y}
- {\displaystyle x\leqq y} ако је {\displaystyle x_{i}\leq y_{i}} за {\displaystyle i=1,\ldots ,n}

Слично томе, могу се дефинисати релације за {\displaystyle x>y}, {\displaystyle x\geq y}, и {\displaystyle x\geqq y}.
Може се уочити да је особина трихотомије није валидна за векторске релације. Ако се размотри случај где је {\displaystyle x=\left[2,5\right]^{T}} и {\displaystyle y=\left[3,4\right]^{T}}, види се да не постоји валидан однос неједнакости између ова два вектора. Такође неопходно је да се дефинише мултипликативни инверз пре него што се овај услов размотри. Међутим, за остатак горе поменутих особина, постоји паралелна особина за векторске неједнакости.

## Добро познате неједнакости
Математичари често користе неједнакости да ограниче величине за које се тачне формуле не могу израчунати лако. Неке неједнакости се користе тако често, да чак имају своје називе:
- Азумаова неједнакост
- Бернулијева неједнакост
- Булова неједнакост
- Коши–Шварцова неједнакост
- Чебишевљева неједнакост
- Чернофљева неједнакост
- Крамер-Раова неједнакост
- Хефдингова неједнакост
- Хелдерова неједнакост
- Неједнакост аритметичких и геометријских средина
- Јенсенова неједнакост
- Колгоморова неједнакост
- Марковљева неједнакост
- неједнакост Минковског
- Незбитова неједнакост
- Педеова неједнакост
- Поенкареова неједнакост
- Неједнакост троугла